# Ángel Medina Gutiérrez
Ángel Medina Gutierrez (Ampuero, Cantabria, 6 de octubre de 1924; Santander, Cantabria, 19 de mayo de 2009)fue un pintor de tendencia expresionista. La crítica ha afirmado que su pintura, al transfigurar la realidad, llega a ser un arte de cariz social.
Comenzó su aprendizaje en la Escuela de Artes y Oficios de Santander, bajo la dirección de Daniel Alegre, para ingresar en 1948 en la Escuela Central de Bellas Artes de San Fernando, origen de la actual Facultad de Bellas Artes de la Universidad Complutense de Madrid, donde cursó estudios hasta 1954. Paralelamente realiza viajes de ampliación a París (1949) y a Italia (1952). Después de un inicial interés por la escultura, una vez finalizados sus estudios está plenamente dedicado a la pintura. Aunque se le pueda encuadrar entre los Pintores de Cantabria vivió la mayor parte de su vida en Madrid. En su pintura atraviesa etapas en las cuales un tema predomina sobre los demás:  los toreros, las cámaras fotográficas, etc. Abordó con frecuencia el autorretrato, que en numerosas ocasiones es un primer plano violentamente enfrentado. Una de las características más destacadas de su pintura es la habilidad para el uso del color. Utiliza este recurso para dar forma a las figuras, o más bien para deformarlas como ha destacado Gaya Nuño.
Realizó numerosas exposiciones nacionales e internacionales tanto individuales como colectivas, de las mismas se pueden destacar las dos individuales de la Galería Barbizón de París en 1965 y 1974, las numerosas exposiciones individuales en la Galería Sur de Santander o las exposiciones las Galerías Kreisler y Kreisler Dos de Madrid. Entre los numerosos premios se pueden destacar la Medalla de Plata en la Exposición Nacional de Bellas Artes de 1966, el premio de la Bienal de Bilbao de 1968 o el Gran Premio de la Exposición Nacional de Bellas Artes de Bilbao en 1970.